# Basil Spalding de Garmendia
Basil Spalding de Garmendia (* 28. Februar 1860 in Baltimore, Maryland; † 9. November 1932 in Saint-Raphaël, Frankreich) war ein US-amerikanischer Tennisspieler, Racketsspieler, Golfer, Polospieler und Militärattaché.

## Biographie
Spalding de Garmendia war ab der ersten Meisterschaft 1890 für sechs Jahre US-Meister im Rackets, einem Vorläufer des heutigen Squashs. Er stammte aus der wohlhabenden Familie Garmendia aus Baltimore und verbrachte einen Großteil seines Lebens in Frankreich, wo er auch verstarb. Im Jahr 1900 besuchte er die Weltausstellung in Paris, in deren Rahmen auch die Olympischen Spiele ausgetragen wurden. Der US-Amerikaner entschied sich, im Tenniswettbewerb anzutreten. Gemeinsam mit dem französischen Rekordolympioniken Max Décugis trat er im Herrendoppel an und gewann die Silbermedaille. Sie unterlagen den Briten Laurence und Reginald Doherty im Finale in drei Sätzen glatt mit 1:6, 1:6, 0:6. In der Einzelkonkurrenz verlor Spalding de Garmendia im Viertelfinale gegen Laurence Doherty.
Neben seinem Engagement für den Tennissport war er ein Golfer und Polospieler und bei den Olympischen Spielen 1900 Mitglied im Komitee der Yachtregatta. Aufgrund des Reichtums seiner Familie musste Basil Spalding de Garmendia nie arbeiten. Er diente während des Ersten Weltkriegs als Militärattaché in der US-amerikanischen Botschaft in Paris.